# 格奥尔基·特塔鲁
格奥尔基·特塔鲁（羅馬尼亞語：Gheorghe Tătaru，1948年5月5日—2004年12月19日），罗马尼亚男子足球运动员，司职前锋。他曾代表罗马尼亚国家队参加1970年国际足联世界杯，结果队伍止步小组赛阶段。